# Кизяк (приток Уршака)
Кизяк — река в России, протекает по Чишминскому району республики Башкортостан. Длина реки составляет 25 км, площадь водосборного бассейна 132 км².
Начинается между лесами Большим и Абраевским, течёт сначала на юго-восток до села Абраево. Затем — на восток через Старомусино, Бикеево, Ибрагимово. Устье реки находится в 45 км по левому берегу реки Уршак в селе Репьевка.
Основные притоки — Апаста (лв), Сакот (лв), Бузанак (лв), Кузела

## Данные водного реестра
По данным государственного водного реестра России относится к Камскому бассейновому округу, водохозяйственный участок реки — Белая от водомерного поста села Охлебино до города Уфы, без рек Уфы (от истока до посёлка городского типа Шакши) и Дёмы (от истока до водомерного поста у деревни Бочкарёвки), речной подбассейн реки — Белая. Речной бассейн реки — Кама.
Код объекта в государственном водном реестре — 10010201412111100020046.